# Волжская епархия
Во́лжская епа́рхия (мар. Юлсер-Оласе епархий) — епархия Русской православной церкви, объединяющая приходы в границах города Волжска, а также Волжского, Куженерского, Мари-Турекского, Моркинского, Новоторъяльского, Параньгинского и Сернурского районов. Входит в состав Марийской митрополии.

## История
6 октября 2017 года решением Священного Синода Русской православной церкви из Йошкар-Олинской епархии была выделена Волжская епархия. Обе епархии были включены в состав образованной тогда же Марийской митрополии.

## Епископы
- Иоанн (Тимофеев) (6 октября — 18 ноября 2017) в/у, митрополит Йошкар-Олинский и Марийский
- Феофан (Данченков) (с 18 ноября 2017 года)

## Благочиния
Епархия разделена на 4 церковных округа (по состоянию на октябрь 2022 года):
- Восточное благочиние
- Волжское городское благочиние
- Волжское районное благочиние
- Северное благочиние

## Монастыри
недействующие
- Куженерский Николаевский монастырь близ посёлка Куженер (женский), образован в 1910, закрыт в 1918[3].